# 久保田藩
久保田藩（日语：／ Kubota han */?），俗稱秋田藩，是日本江戶時代東北地方一個藩領。居城是久保田城，藩主是佐竹氏，石高20萬。有兩個支藩，分別是岩崎藩及久保田新田藩。

## 歷史
出羽國大名秋田氏在1600年關原之戰結束後，移封到常陸國宍戸。佐竹氏則由54萬石大名，降級為20萬石的大名。並移封到出羽國。幕末時是奧羽越列藩同盟成員之一。此外，亦是少數藩領在一國一城令下保留兩座城堡，支城是橫手城及大館城。

## 藩主
1. 佐竹義宣 1602年－1633年
2. 佐竹義隆 1633年－1672年
3. 佐竹義處 1672年－1703年
4. 佐竹義格 1703年－1715年
5. 佐竹義峯 1715年－1749年
6. 佐竹義真 1749年－1753年
7. 佐竹義明 1753年－1758年
8. 佐竹義敦 1758年－1785年
9. 佐竹義和 1785年－1815年
10. 佐竹義厚 1815年－1846年
11. 佐竹義睦 1846年－1857年
12. 佐竹義堯 1857年－1871年（曾為岩崎藩藩主）

## 支藩

### 岩崎藩
1701年創立，並維持到明治維新，石高2萬石。歷代藩主如下：
1. 佐竹義長 1701年－1718年
2. 佐竹義道 1718年－1763年
3. 佐竹義忠 1763年－1780年
4. 佐竹義祗 1780年－1793年
5. 佐竹義知 1793年－1821年
6. 佐竹義純 1821年－1849年
7. 佐竹義堯 1849年－1857年（繼承久保田藩）
8. 佐竹義諶 1857年－1869年
9. 佐竹義理 1869年

### 久保田新田藩
1701年新設，1732年廢藩，石高1萬石。歷代藩主如下：
1. 佐竹義都 1701年－1720年
2. 佐竹義堅 1720年－1732年